# Fodboldstøvler
Fodboldstøvler er fodtøj med knopper under sålerne. De bliver brugt for at stå bedre fast på en græsbane og bruges under udøvelse af sporten fodbold.
Fodboldstøvler har udviklet sig sammen med spillet, og denne udvikling, sammen med udviklingen af selve fodbolden, der har gjort spillet meget hurtigere end oprindeligt.[kilde mangler]
Moderne fodboldstøvler er små og lette, med et optimeret mønster i knopperne, der giver både den fornødne mulighed for at stå fast og samtidigt ikke hindrer bevægelsesfriheden. De er også ofte udstyret med zoner, der giver ekstra boldkontrol.

## Historisk
Oprindeligt var fodboldstøvler nogle almindelige støvler med korte skafter, der snøredes helt op over anklen. Knopperne var påsømmede korkskiver, med en diameter omkring 2 centimeter, der blev lagt i lag og tilsammen dannede en knop på op til én centimeters tykkelse. Efterhånden som knopperne blev slidt, kunne sømmene stikke ud og være til stor fare.
Op gennem årene er støvlerne blevet lettere og lettere, og skafterne krøb nedad, så det mere var fodboldsko end støvler.
Det blev samtidigt en mærkevare, hvor især Adidas og Puma sad på markedet. Der var også danske mærker, men de spillede en mere perifer rolle.
I denne periode blev der introduceret støvler med skrueknopper, hvor man kunne tilpasse knopperne til banens tilstand.
Man havde korte knopper til normale baner, lange knopper til bløde og store gummiknopper til hårde baner.
De udskiftelige knopper er blevet umoderne i dag, hvor man er mere tilbøjelig til at have forskellige støvler til forskellige forhold.
Af kendte nutidige mærker kan nævnes:
- Adidas
- Asics
- Diadora
- Hummel
- Joma
- Lotto
- Nike
- Puma
- Reebok
- Select